# Управляемое общество
Управляемое общество, управляемый мир (нем. Verwaltete Welt, verwaltete Gesellschaft) — концепция позднего капитализма, предложенная Теодором Адорно в работах второй половины 1950-х годов. Опираясь на работы Макса Хоркхаймера и Фридриха Поллока с анализом различных форм государственного капитализма, Адорно пришёл к выводу о том, что в современном ему обществе подавляется любое проявление спонтанности, торжествует тотальный контроль, — в этом идея Адорно перекликается с теорией тоталитаризма.
В советской науке было принято говорить о концепции Адорно как критикующей исключительно западное буржуазное общество: «Буржуазный мир представлялся им „управляемым миром“, воспроизводящим в массовом масштабе „авторитарную личность“, склонную к конформизму, к безоговорочному приятию всякой власти».